# كيث باترسون
كيث باترسون (بالإنجليزية: Keith Patterson)‏ هو مدرب رياضي أمريكي، ولد في 20 مايو 1964 في مارلو في الولايات المتحدة.